# Generalmajor (Hrvaška)
Generalmajor (izvirno hrvaško General bojnik; dobesedno General major) je generalski vojaški čin v Hrvaški vojski; v Hrvaški vojni mornarici ustreza čin kontraadmirala. V skladu s Natovim standardom STANAG 2116 čin spada v razred OF-7 in velja za dvozvezdni čin. Višji čin je generalpolkovnik in nižji čin je brigadni general; do reforme činov leta 1999 je bil čin nadrejen činu štabnega brigadirja, ki pa je bil ukinjen in hkrati uveden čin brigadnega generala.

## Določila o činu
V skladu z Zakonom o službi v Oboroženih silah Republike Hrvaške je lahko brigadni general povišan v generalmajorja, če ima opravljeno visoko strokovno šolo in ustrezno vojaško šolo ter je v činu brigadnega generala deloval vsaj tri leta. Povišanje mora predlagati načelnik Generalštaba Oboroženih sil Republike Hrvaške v soglasju z ministrom za obrambo Republike Hrvaške, nato pa o povišanju odloča vrhovni poveljnik oboroženih sil: tj. predsednik Republike Hrvaške.. Tako ustreza činu generalmajorja (ZDA), generalmajorja (Združeno kraljestvo), generalmajorja (SFRJ), generalmajorja (Slovenija),...
Oznaka čina je sledeče: nad tremi ležečimi, podolgovatimi pletenicami (pri čemer je srednja tanjša) se nahajata dve pletenici v obliki kvadrata oz. kara.
Nošnjo oznake čine narekuje Pravilnik o vojaški uniformi; na slavnostni in službeni uniformi se tako oznaka čina nahaja na naramenskih epoletah, medtem ko se na vojni (maskirni) uniformi oznaka čina nahaja na levi strani prsi, nad žepom (jakne, bluze,...).